# Стручочек
Стручо́чек (лат. silícula) — плод некоторых растений семейства Капустные.
Стручочком называется двугнёздая коробочка, образованная двумя плодолистиками и вскрывающаяся двумя створками, по брюшному и спинному шву. Эти швы остаются при раскрывании плода в виде рамки, на которой натянута перегородка (лат. replum). Существенным признаком стручочка, чем он и отличается от стручка, является при всём этом определённое отношение длины его к ширине. У стручочка длина превышает ширину не более, как в 2—3 раза, тогда как у стручка длина во много раз больше ширины.
По ширине перегородки стручочка стручочковые виды капустных делятся на две группы: стручочковые широко-перегородчатые и узкоперегородчатые.
У стручочковых широкоперегородчатых перегородки стручочка такой же ширины, как и створки. Сюда относятся такие общеизвестные растения, как виды родов Ложечница (Cochlearia), Крупка (Draba), Бурачок (Alyssum), Икотник (Berteroa), Рыжик (Camelina), Лунник (Lunaria) и др.
У стручочковых узкоперегородчатых поперечная перегородка стручочка несколько у́же сильно выпуклых или лодочковидных створок. К этой группе принадлежат Ярутка (Thlaspi), Кресс-салат (Lepidium sativum), Пастушья сумка (Capsella), Тисдалия (Teesdalia), Стенник (Iberis) и др.
Стручочек может быть ясно крылатым, или со слабо развитыми крыльями, в виде каймы; по форме он может быть грушевидным (рыжик), сердцевидным, трёхгранным (пастушья сумка), удлинённо-округлым (кресс-салат) и даже почти круглым (ярутка).
|                                                                                |  |  |  |  |
| Стручочки (слева направо): лунника, тисдалии, рыжика, бурачка, пастушьей сумки |  |  |  |  |